# 布倫區 (俄羅斯)

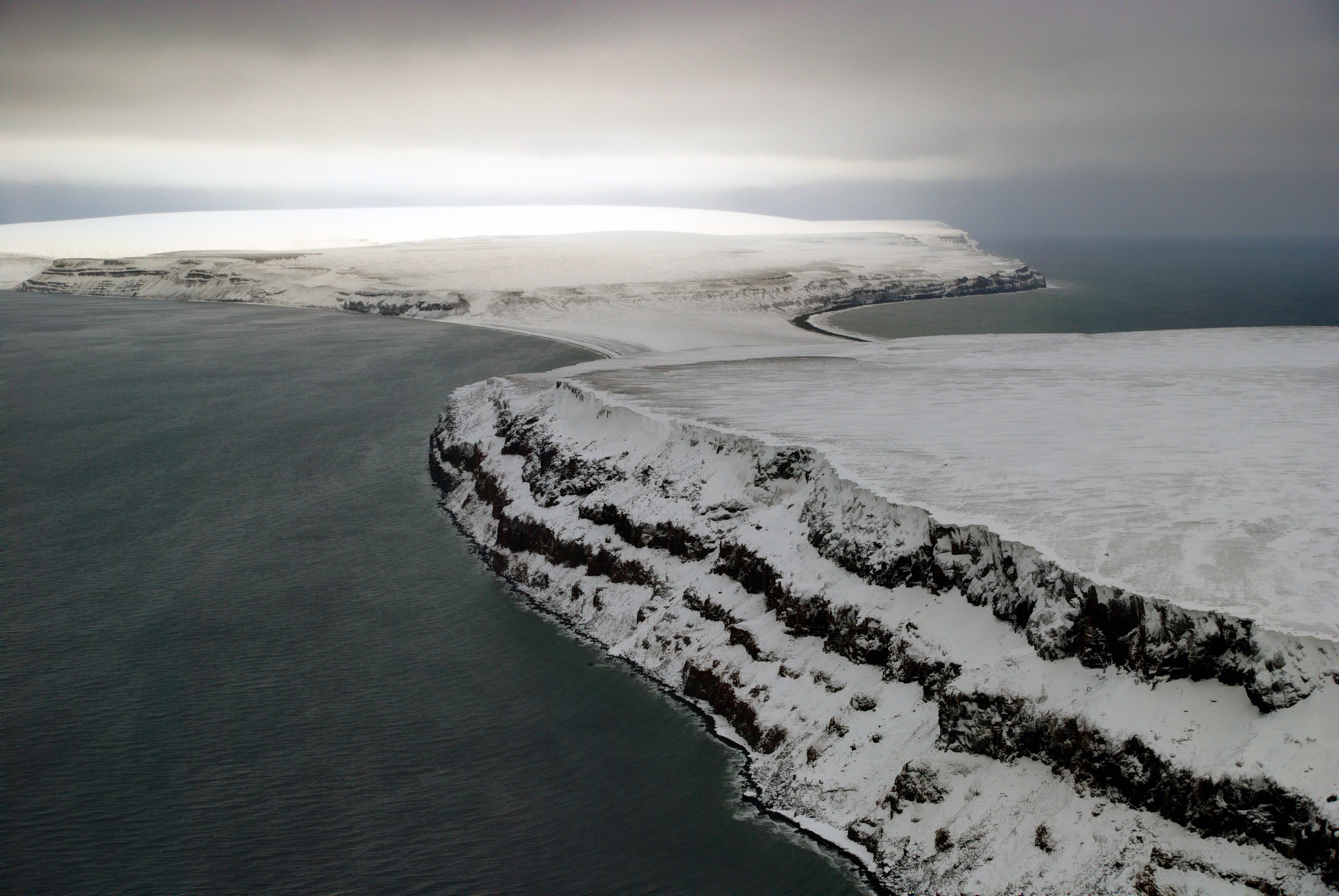

70°41′N 127°21′E / 70.683°N 127.350°E
布倫區（俄语：Булунский улус），是俄羅斯的一個區，位於該國東部，由薩哈共和國負責管轄，始建於1930年12月10日，面積223,600平方公里，2010年人口9,054，人口密度每平方公里0.04人。